# Stomorhina procula
Stomorhina procula är en tvåvingeart som först beskrevs av Walker 1849.  Stomorhina procula ingår i släktet Stomorhina och familjen Rhiniidae. Inga underarter finns listade i Catalogue of Life.